# تنبیه (فیلم)
تنبیه (انگلیسی: The Punishment) یک فیلم به کارگردانی دیوید وارک گریفیت است که در سال ۱۹۱۲ منتشر شد.